# Viktor Zemskov
Viktor Nikolaïevitch Zemskov (russe : Ви́ктор Никола́евич Земско́в), né le 30 janvier 1946 en Union soviétique et mort le 22 juin 2015 à Moscou, est un historien soviétique et russe, docteur (habil.) en sciences historiques (2005), enseignant-chercheur de l'Institut d'histoire russe de l'Académie des sciences de Russie. Zemskov a révélé en détail les statistiques secrètes de la police sur le Goulag, résolvant ainsi de nombreux différends parmi les historiens occidentaux sur le nombre de personnes touchées par la répression politique en Union soviétique.

## Éducation et carrière
En 1981, Zemskov a soutenu sa thèse de doctorat intitulée « Contribution de la classe ouvrière au renforcement de la base matérielle et technique de l'agriculture en URSS dans les années 1960 » (russe : Вклад рабочего класса в укрепление материально-технической базы сельского хозяйства СССР в 1960-е годы),. En 1989, il rejoint la commission du département d'histoire de l'Académie des sciences de l'URSS dirigée par son membre correspondant Youri Polyakov afin de déterminer les pertes de population et a accès aux rapports statistiques établis par l'OGPU-NKVD-MGB-MVD et conservés dans les archives centrales d'État de la révolution d'Octobre (CSAOR), rebaptisées archives d'État de la fédération de Russie,. Selon Leonid Lopatnikov, Zemskov a été le seul historien admis dans les archives pour les rapports, et plus tard, les archives ont été à nouveau « fermées ».
Entre 1990 et 1992, il a publié les premières données statistiques précises sur le Goulag, basées sur les archives du Goulag. Ses articles ont été critiqués par Sergueï Maksoudov. Selon Maksoudov, Lev Razgon (ru) et ses partisans, dont Alexandre Soljenitsyne, n'ont pas bien envisagé le nombre total de camps et ont nettement exagéré leur taille. En même temps, grâce à leur expérience, ils savaient quelque chose d'extraordinairement important sur l'Archipel, sa nature diabolique et anti-humaine. En revanche, Zemskov, qui a publié de nombreux documents du NKVD et du KGB, est très loin de comprendre l'essence du Goulag et la nature des processus sociopolitiques dans le pays. Sans distinguer le degré d'exactitude et de fiabilité de certains chiffres, sans procéder à une analyse critique des sources, sans comparer les nouvelles données avec les informations déjà connues, Zemskov absolutise les documents publiés en les présentant comme la vérité ultime. Par conséquent, ses tentatives de faire des déclarations générales en se référant à un document particulier ne tiennent généralement pas la route.
En réponse, Zemskov a écrit que l'accusation selon laquelle il n'aurait pas comparé de nouvelles données avec des informations déjà connues ne pouvait être qualifiée de juste. Selon lui, le problème de la plupart des écrivains occidentaux est qu'ils ne bénéficient pas de telles comparaisons. Zemskov a ajouté que lorsqu'il essayait de ne pas abuser de la juxtaposition de nouvelles informations avec les anciennes, c'était uniquement par délicatesse, pour ne pas traumatiser psychologiquement une fois de plus les chercheurs dont les travaux utilisaient des chiffres incorrects, comme cela s'est avéré après la publication des statistiques par l'OGPU-NKVD-MGB-MVD.
En 2005, M. Zemskov a soutenu sa thèse de doctorat intitulée « Les colons spéciaux en URSS. 1930-1960 » (russe : Спецпоселенцы в СССР. 1930—1960).

## Publications
- Getty, Arch, Rittersporn, Gábor et Zemskov, Viktor, « Les victimes de la répression pénale dans l'U.R.S.S. d'avant-guerre : une première enquête à partir du témoignage des archives », Revue des études slaves, vol. 65, no 4,‎ 1993, p. 631–670 (DOI 10.3406/slave.1993.6134, JSTOR 43270097)
- Staline et le peuple. Pourquoi il n'y a pas eu de révolte, Editions Delga, 2022 (9782376072300)
- ГУЛАГ (историко-социологический аспект) // Социологические исследования. 1991. No. 7. С. 3–16.
- ГУЛАГ (историко-социологический аспект) // Социологические исследования. 1991. No. 6. С. 10–27.
- Демография заключенных, спецпоселенцев и ссыльных (30-е — 50-е годы) // Мир России. 1999. Т. VIII. No. 4. С. 114–124.
- К вопросу о масштабах репрессий в СССР // Социологические исследования. 1995. No. 9. С. 118–127.
- Об учете спецконтингента НКВД во всесоюзных переписях населения 1937 и 1939 гг. // Социологические исследования. 1991. No. 2. С. 74–75.
- Репатриация советских граждан и их дальнейшая судьба (1944–1956 гг.) // Социологические исследования. 1995. No. 6. С. 3–13.
- Репатриация советских граждан и их дальнейшая судьба (1944–1956 гг.) // Социологические исследования. May 1995. No. 5. С. 3–13.
- Рождение «Второй эмиграции» (1944–1952) // Социологические исследования. 1991. No. 4. С. 3–24.
- Спецпоселенцы (по документам НКВД-МВД СССР) // Социологические исследования. 1990. No. 11. С. 3–17.
- Судьба «кулацкой ссылки» в послевоенное время // Социологические исследования. 1992. No. 8. С. 18–37.
- «Кулацкая ссылка» накануне и в годы Великой отечественной войны // Социологические исследования. 1992. No. 2. С. 3–26.
- Политические репрессии в СССР (1917–1990 гг.). // Россия XXI, 1994, No. 1–2. С. 107–124.

## Ouvrages
- Спецпоселенцы в СССР, 1930–1960. — Москва: Наука, 2005. — 306 страниц,  (ISBN 5-02-010315-2)
- Сталин и народ. Почему не было восстания. — Москва: Алгоритм, 2014. — 239 страниц,  (ISBN 978-5-4438-0677-8)
- Народ и война: Страницы истории советского народа накануне и в годы Великой Отечественной войны. 1938–1945. — Москва, 2014. — 288 страниц.